# Tsanlha Ngawang Tsültrim
Tsanlha Ngawang Tsültrim (tibetisch བཙན་ལྷ་ངག་དབང་ཚུལ་ཁྲིམས།, chinesisch 赞拉‧阿旺措成, geboren am 2. September 1930 in Zainlha/Màogōng; gestorben am 16. Februar 2025 in Chengdu) war ein tibetisch-chinesischer buddhistischer Mönch, Kommunist und Tibetologe.

## Biografie
Ngawang Tsültrim wurde im Juli 1930 in einer Bauernfamilie in einem kleinen Dorf im Kreis Màogōng 懋功县 (heute Zainlha, tibetisch བཙན་ལྷ་རྫོང་།, chinesisch 小金县, Ngawa, Sìchuān) geboren. Im Alter von drei Jahren wurde er als Reinkarnation eines Lama im Tempel des Dorfes designiert. 1935 kam die Rote Armee auf dem Langen Marsch durch das Gebiet und kurz darauf Truppen der Guómíndǎng. Mit acht oder neun Jahren begann der Unterricht mit einem Tutor, und mit zwölf Jahren trat er gemeinsam mit seinem Lehrer in das Kloster Drepung bei Lhasa ein, wo er sieben Jahre verbrachte.
Die politischen Intrigen in Lhasa, insbesondere die Auseinandersetzungen zwischen dem tibetischen Regenten Tagdrag und Jampel Yeshe Gyeltshen, versetzten Ngawang Tsültrim und seinen Meister in Panik und sie kehrten nach Zainlha zurück. Ngawang Tsültrim wurde politisch aktiv. Von 1951 bis 1953 machte er eine Ausbildung in Politik und Recht am Südwestchinesischen Institut der Nationalen Minderheiten (西南民族学院) in Chéngdū. Von 1956 bis 1958 studierte er Philosophie an der Zentralen Hochschule des Kommunistischen Jugendverbandes (中央团校) in Běijīng.
Er bekleidete verschiedene Posten: Vorsitzender des Volksgerichts von Zainlha, Vorsitzender des Kommunistischen Jugendverbandes von Ngawa, stellvertretender Vorsitzender des Kommunistischen Jugendverbandes von Sìchuān und stellvertretender Dekan der Fakultät für Sprachen und Literaturen der nationalen Minderheiten (少数民族语言文学系) des Südwestchinesischen Instituts der Nationalen Minderheiten.
Seine wichtigsten wissenschaftlichen Beiträge waren ein Wörterbuch des klassischen Tibetisch und ein zehnbändiges Werk über die Geschichte und Kultur der Region Gyalrong (tibetisch རྒྱལ་རོང་, chinesisch 嘉绒).

## Werke
- བཙན་ལྷ་ངག་དབང་ཚུལ་ཁྲིམས་ཀྱི་དཔྱད་རྩོམ་ཕྱོགས་བསྒྲིགས།. Chéngdū 成都: Sìchuān mínzú chūbǎnshè 四川民族出版社, 2004; ISBN 9787540929671.